# Петалинг Джая
Петалинг Джая е град в Западна Малайзия. Населението му е 480 000 жители (2004 г.). Площта му е 97,2 кв. км. Основан е 1954 г., а получава статут на град през 2006 г. Намира се в часова зона UTC+8.